# متال گیر سالید ۵: فانتوم پین
متال گیر سالید وی : فانتوم پین (ژاپنی: メタルギアソリッドV ザ・ファントム・ペイン هپبورن: Metaru Gia Soriddo Faibu Za Fantomu Pein, به انگلیسی: Metal Gear Solid V : The Phantom Pain) یک بازی ویدئویی در سبک مخفی‌کاری و اکشن ماجراجویی است که توسط کوجیما پروداکشنز و به کارگردانی، نویسندگی و تهیه‌کنندگی هیدئو کوجیما ساخته شده‌است، و به‌وسیلهٔ کونامی در تاریخ ۱ سپتامبر ۲۰۱۵ برای پلی‌استیشن ۳، پلی‌استیشن ۴، ایکس‌باکس ۳۶۰، ایکس‌باکس وان، و مایکروسافت ویندوز منتشر شده‌است. این یازدهمین بخش در مجموعه بازی‌های ویدئویی متال گیر و اولین بازی در این سری به حساب می‌آید که بر مبنای جهان باز ساخته شده‌است. رخ‌دادهای این قسمت بلافاصله بعد از نسخهٔ متال گیر سالید: گراند زیروز اتفاق می‌افتد. داستان در سال ۱۹۸۴، و به دنبال رهبر ارتش مزدوران «ونوم اسنیک» روایت می‌شود که ریسک رفتن به آفریقا، منطقه مرزی آنگولا-زئیر و افغانستان تحت اشغال اتحاد جماهیر شوروی را کرده بود تا انتقامش را از افرادی، که نیروها و سربازهای سابق ارتش مزدورش یعنی سربازان بدون مرز (MSF) را نابود کردند بگیرد. این نسخه از چندگانه بازی‌های متال گیر سالید توانست رتبه بهترین بازی سال ۲۰۱۵ را از آن خود کند.
بازی با واکنش‌های بسیار مطلوبی از سوی منتقدان همراه بود، و گیم‌پلی، آزادی عمل بازیکنان، محیط جهان باز، گرافیک، درون‌مایه، و اجراها؛ روایت بازی و تغییرات خاصی در ساختار این مجموعه مورد تحسین قرار گرفت، اما منتقدان نسبت به ظاهر شخصت کوآیت انتقاداتی داشتند.

## روند بازی
در فانتوم پین، بازیکن کنترل شخصیت ونوم اسنیک (که همچنین با نام بیگ باس نیز شناخته می‌شود) را در مجموعه‌ای گسترده از محیط جهان باز بر عهده دارد. عناصر تشکیل دهنده روندبازی از نسخه گراند زیروز تا حد زیادی در این نسخه بدون تغییر هستند، بدین معنی که بازیکن باید در خفاء و به‌دور از دید دشمن به حرکت از نقطه‌ای به نقطهٔ دیگر جهان بازی ادامه دهد و از دید نگهبانان و دشمنان مخفی باقی بماند. بر طبق نوشته‌های مجلهٔ فامیتسو، کونامی تأیید کرده‌است که جهان واقع در فانتوم پین، ۲۰۰ برابر از گراند زیروز بزرگ‌تر است و این قابلیت شامل انواع مختلف شرایط آب و هوایی در محیط بازی و گذشت چرخه شبانه‌روزی می‌شود. همچنین با اجرای پوشهٔ ذخیرهٔ نسخهٔ گراند زیروز، تصمیماتی که بازیکن در نسخه اولیه گرفته‌است، بر فانتوم پین نیز تأثیر خواهند گذاشت. حرکات اسنیک سریع‌تر شده‌است و مبارزه بوسیلهٔ فنون «CQC» در این نسخه پابرجا است.
بازیکن ممکن است با وسایل نقلیه‌ای همچون اتومبیل و تانک به گشتن در دنیای بازی بپردازد، یا با پای پیاده یا سوار بر اسب، و در برخی از مناطق کوهستانی بازیکن می‌تواند به عنوان راه میانبر به سنگ‌نوردی بپردازد. در بازی این امکان وجود دارد برای مبارزه در برابر سربازان دشمن، درخواست پشتیبانی از هلیکوپتر خودی داد یا تکاورهایی به منظور دیده‌بانی منطقه مورد هدف ارسال نمود. اسنیک همچنین قادر به فراخواندن همرزم‌های دارای هوش مصنوعی خود است که شامل: کوآیت، یک زن تک‌تیرانداز در خفا دارای توانایی‌های فراطبیعی. دی-هورس، اسبی دارای یک زین قابل تنظیم برای حمل تجهیزات بیشتر در میدان نبرد. دی-واکر، یک سلاح سریع‌العمل که پشتیبانی از سلاح‌های سنگین را ارائه می‌داد، و دی‌دی، سگی آموزش دیده در میدان‌های جنگ زده آفریقا که به او در میدان نبرد کمک می‌کرد. توانایی این همرزم‌ها و تأثیرات آن‌ها بستگی به رابطهٔ بازیکن با آن‌ها خواهد داشت.

## داستان

### مقدمه
پس از حوادث و رخدادهای نسخه گراند زیروز و تخریب منطقه نظامی بدون مرز (پایگاه مادر)، بیگ باس به کما رفت. این دقیقاً زمانی بود که سرگرد زیرو، اسنیک را به آزمایشگاه ویژه‌ای برد و از ژن‌های او برای خلق ابر سربازهای ژنتیکی استفاده کرد. نه سال بعد، او بیدار شد و رهبری گروهی جدید متشکل از مزدوران به نام «دایموند داگ» را بر عهده گرفت. او با اسم رمز ونوم اسنیک، برای پیگیری افرادی که مسئول نابودی منطقه نظامی بدون مرز بودند در طی جنگ شوروی در افغانستان به خاک افغانستان پا گذاشت و همچنین به منطقه مرزی آنگولا و زئیر در طی جنگ داخلی آنگولایی‌ها رفت. در طول راه، با افرادی از جمله رقیب دیرینه‌اش آسلات، و همچنین تک‌تیراندازی ماهر دارای توانایی‌های فراطبیعی به نام کوآیت روبرو شد. در حالی که او و بندیکت میلر به دنبال گرفتن انتقام بودند، اسنیک به سرعت از توطئه جدید سازمان سایفر مبنی بر توسعه مدل جدیدی از سیستم متال گیر که با عنوان اس‌تی-۸۴ شناخته می‌شود، با خبر شد.

### آغاز
به دنبال تخریب منطقه نظامی بدون مرز بدست سازمان سایفر، بیگ باس به کما رفت. او نه سال بعد در سال ۱۹۸۴ در حالی بیدار شد که قاتل سازمان سایفر، کوآیت تلاش می‌کرد او را به قتل برساند. بیگ باس توسط مرد مرموزی دارای صورتی باندپیچی شده که خود را اسماعیل می‌نامید نجات پیدا کرد. آن دو در حالی که سعی داشتند از بیمارستان فرار کنند، درگیر تیراندازی بین سربازان سایفر و یکی از واحدهای ویژه فاکس‌هاند به نام سایکیک شدند. پس از یک تعقیب و گریز، اسماعیل ناگهان ناپدید شد و اسنیک را به ادامه فرارش اینبار همراه آسلات (که در حال حاضر برای سازمان دایموند داگ کار می‌کرد) تنها گذاشت.

## بازتاب‌ها
| گردآورنده  | امتیاز                                       |
| ---------- | -------------------------------------------- |
| گیم‌رنکینگز | ۹۱٫۵۹٪                                       |
| متاکریتیک  | ۹۳/۱۰۰ (پی‌اس۴) ۹۵/۱۰۰ (اکس‌وان) ۹۱/۱۰۰ (پی‌سی) |

| ناشر                    | امتیاز  |
| ----------------------- | ------- |
| اج                      | ۹/۱۰    |
| الکترونیک گیمینگ مانثلی | ۹٫۵/۱۰  |
| یوروگیمر                | ۹/۱۰    |
| فامیتسو                 | ۴۰/۴۰   |
| گیم اینفورمر            | ۹٫۲۵/۱۰ |
| گیم رولیشن              | ۴٫۵/۵   |
| گیم‌اسپات                | ۱۰/۱۰   |
| گیم‌تریلرز               | ۹٫۳/۱۰  |
| آی‌جی‌ان                  | ۱۰/۱۰   |

متال گیر سالید ۵: فانتوم پین به شدت مورد تحسین منتقدین قرار گرفت. نسخه پلی‌استیشن ۴ این بازی با میانگین امتیاز ۹۱٫۵۹ و ۹۳ از ۱۰۰ به ترتیب در وبگاه‌های گیم‌رنکینگز و متاکریتیک قرار دارد. همچنین نسخهٔ ایکس‌باکس وان این بازی از وبگاه متاکریتیک میانگین امتیاز ۹۵ از ۱۰۰ را دریافت کرد. وبگاه آی‌جی‌ان امتیاز کامل ۱۰ را به این بازی تقدیم کرد و از چگونگی همکاری عملکرد مکانیک روند بازی و ماهیت طبیعی مأموریت‌های بی‌انتها تعریف و تمجید نمود، که به بازیکنان این امکان را می‌دهد تا تجربیات بیاد ماندنی خود را بدون انحراف از مسیرهای مورد نظر در مأموریت‌ها خلق کنند. وبگاه گیم‌اسپات نیز به این بازی امتیاز کامل ۱۰ را داد و روند بازی و توسعه با مفهوم شخصیت‌ها را مورد تقدیر قرار داد. فانتوم پین به عنوان بیست و سومین بازی و همچنین سومین نسخه از سری متال گیر سالید به‌شمار می‌رود که تا کنون امتیاز کامل ۴۰/۴۰ را از مجلهٔ محبوب ژاپنی فامیتسو دریافت کرده‌است.